# Antani Ivanov
Antani Ivanov (Veliko Tarnovo, 17 de julio de 1999) es un deportista búlgaro que compite en natación. Ganó una medalla de bronce en el Campeonato Mundial Junior de Natación de 2017, en la prueba de 200 m mariposa.